# Norra Lagnö
Norra Lagnö – miejscowość (tätort) w Szwecji, w regionie administracyjnym (län) Sztokholm, w gminie Värmdö.
Według danych Szwedzkiego Urzędu Statystycznego liczba ludności wyniosła: 333 (31 grudnia 2015), 362 (31 grudnia 2018) i 349 (31 grudnia 2019).